# 马来亚铁道93型电力动车组

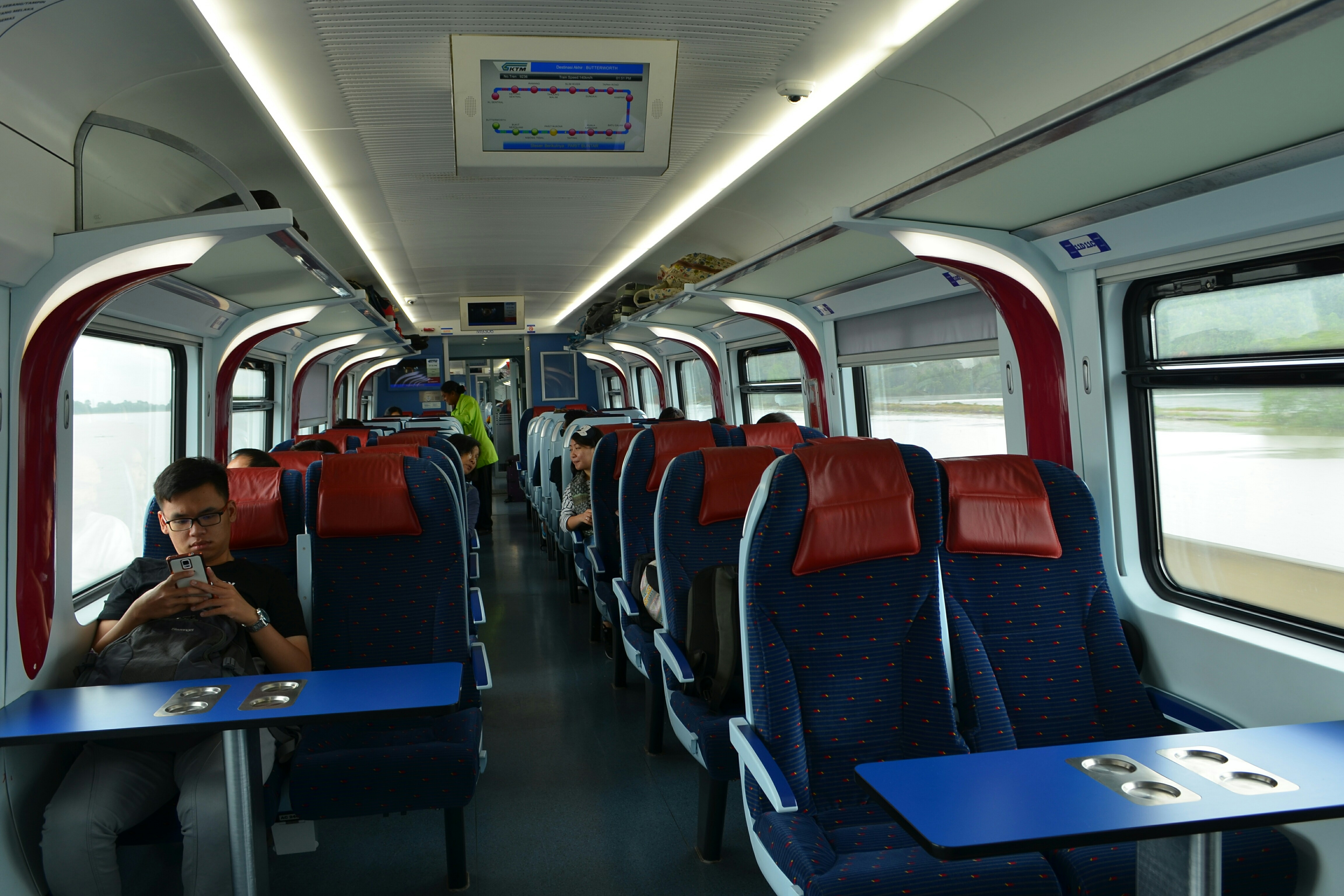
93型内部

93型电力动车组是马来亚铁道的电力动车组车型之一，由中国南车集团南车株洲电力机车有限公司设计制造，首组列车于2014年11月30日在株洲下线，并于2015年10月正式投入KTM电动列车服务。

## 参看
- KTM电动列车服务
- KTM通勤铁路
- 马来西亚铁路运输